# دائرة بوتليليس
دائرة بوتليليس دائرة من دوائر ولاية وهران وعاصمتها بوتليليس. وتضم بلديات بوتليليس و عين الكرمة و مسرغين.